# Diena
Диена (латыш. Diena — День) — еженедельная газета, одна из самых крупных газет по количеству подписчиков в Латвии. Первый номер газеты вышел 23 ноября 1990 года. Первый редактор газеты — Виктор Даугмалис (Калныньш). С 1992 по 2008 год главным редактором была Сармите Элерте. С 1996 года газета выходит в цветном виде.

## История[4]
Газета была создана по решению Верховного Совета Латвийской ССР, в котором большинство получили представители Народного фронта Латвии (НФЛ), и Советом министров Латвийской ССР в 1990 году в противовес официальным советским изданиям, а также и газете НФЛ «Атмода», которая после выборов в Верховный Совет заняла критическую позицию по отношению к власти.
В 1992 году «Диена» стала разветвленным предприятием.
С 1995 года в газете появились приложения TV Diena, Izklaide (рус. -- развлечения) и SestDiena (рус. -- Суббота).
В 1996 году Diena стала полноцветной, в 1997-м у нее появился сайт в интернете.
В 2000 году прекратилось издание приложения «В Сейме и Кабинете министров».
В 2002 году субботнее приложение SestDiena стало качественным еженедельным журналом для всей семьи. В 2003 году такие же изменения произошли с приложением Izklaide.
Осенью 2006 года, перед выборами 9 Сейма, был открыт политический портал vdiena.lv, который продолжил работать и после выборов.
В конце 2006 года деловое приложение Lietišķā Diena стало еженедельным журналом, продаваемым отдельно от газеты, и обзавелось сайтом ldiena.lv.
23 ноября 2007 года Diena поменяла формат с А2 (broadsheet) на А3 (tabloid).
10 апреля 2008 года был запущен новостной портал diena.lv.

### Создание концерна
В 1990-е годы АО «Diena» расширяло деятельность: помимо издания газеты, оно занялось доставкой прессы, приобрело типографию и даже продавало одноразовую посуду.
Первоначально газета выходила также на русском языке, однако этот проект был прекращен в 1999 году.
Уже в 1992 году в составе АО «Diena» были такие издания национального масштаба, как Diena (на латышском и русском языках), Nakts, LaBA un Dienas Bizness. С созданием издательства, общества с ограниченной ответственностью Diena — Bonnier (1 апреля 1993 года) было ликвидировано структурное подразделение Dienas Bizness, ставшее отдельным предприятием. В 1995 году проданы акции еженедельной газеты Nakts.
В 1998 году начато издание вечерней газеты Spogulis (рус. — «Зеркало»), которая была создана с намерением отличаться от желтой прессы, однако этот проект был неудачным и закрыт в мае 1999 года.
В 1999 году АО DIENA продало доли капитала ООО Diena — Bonnier.
22 августа 2005 года ООО Laikraksts Diena начало издавать бесплатную газету 5min на русском и латышском языках, для Риги и Рижского района. Газета распространялась в общественном транспорте тиражом 100 тыс. экземпляров ежедневно по рабочим дням и быстро стала самой читаемой в Латвии.

### Судебные споры
В 2002 году издатель был оштрафован за вышедшие в 1998 году критические статьи, посвящённые деятельности тогдашнего министра экономики Л. Струевича. В 2007 году «Диена» в Европейском суде по правам человека добилась признания приговора противоправным.

### Спад в издательском бизнесе
После продажи «Диены» латвийским акционерам предприятие работало с большими убытками: 971 722 латов в 2011 году при обороте 2 855 676 латов, 1 167 155 латов в 2012 году при обороте 2 068 760 латов. Сократились доходы по всем показателям: розничная продажа, абонентская плата и реклама. Предприятие было вынуждено сократить штат со 146 до 88 работников.
После этого издательство приступило к решительной оптимизации бизнеса, сократив убытки до 52 тыс. евро в 2015 году, при обороте в 2,497 млн. В 2016 году оборот предприятия вырос до 2,688 млн евро, однако возросли и убытки, до 176 273 eвро.

## Владельцы
Первоначально газета принадлежала Верховному Совету и Совету министров Латвийской ССР, которые вложили в ее создание государственные средства.

### Приватизация
В 1992 году тогдашний директор газеты Арвилс Ашераденс стал добиваться приватизации газеты, к чему также призывали зарубежные латыши. Глава правительства Ивар Годманис первоначально был противником этой идеи и пытался блокировать ее, в результате на приватизацию были выставлены имя газеты и часть активов, остальное перешло в управление государственной газеты «Latvijas Vēstnesis».
При продаже газеты 51 % акций достался трудовому коллективу, причем львиную долю получили сам А.Ашераденс, Сармите Элерте, Паул Раудсеп и З.Драфенс (каждому по 7,67 %, итого 30,68 %). 49 % выкупил шведский медиаконцерн «Bonnier» через издательство «Expressen».

### Продажа АО Diena
В 2008 году Сармите Элерте и Арвилс Ашераденс успешно продали свои акции АО Diena шведскому издательскому дому Bonnier, уже владевшему деловой газетой «Dienas bizness». Однако после кризиса 2008 года произошло резкое сокращение рекламы, после чего шведы стали искать покупателя на латвийские активы.
Новые владельцы тщательно скрывали свои имена истинных хозяев. Публично прозвучало только имя Виестура Козиолса, который контрольный пакет в АО Diena (51 % акций) стоимостью 1 млн латов (1,42 млн евро) передал в управление вновь созданному акционерному обществу Žurnāli un diena, зарегистрированному 17 августа 2010 года. Единственным членом правления нового АО был он сам.
В совет предприятия вошли:
гражданин Израиля и Норвегии Гилад Регев (председатель совета, связан с известным предпринимателем Айнаром Шлесерсом и одновременно с мэром Вентспилса Айваром Лембергом),
Эйнар Граудиньш (член Латвийской ассоциации офицеров запаса и зампредседателя партии Demokrati.lv, во главе которой стоял близкий к Лембергу в вентспилсском бизнесе предприниматель, председатель правления SIA LSF Holdings Эдгар Янсонс),
Байба Криевиня-Сутора (член правления предприятий самого Козиолса — ООО Investīciju mērķprojekti, ООО Sports и ООО WEB projekti).
Параллельно до 11 января 2016 года продолжало существовать зарегистрированное 20 февраля 2006 года с уставным капиталом 4 млн латов общество с ограниченной ответственностью «Dienas Mediji» (рус. — «Медиа „Диены“», до 30.12.2008 «Laikraksts Diena» (рус. — «Газета „Диена“»)), которое было преобразовано в «Izdevniecība Dienas Mediji» (рус. — "Издательство «Медиа Диены»). Его зарегистрированный уставной капитал составляет 10 млн 925 тыс. евро.
В ноябре 2015 года единственным владельцем «Диены» стал Эдгарс Котс, с 2013 года исполнявший обязанности председателя правления акционерного общества «Diena», а до этого бывший гендиректор Латвийского телевидения и руководитель рекламного агентства «Labvakar».